# Kristýna Kolocová
Kristýna Kolocová, née le 1er avril 1988 à Nymburk (République tchèque), est une joueuse de beach-volley tchèque. Elle est notamment Championne d'Europe de sa discipline en moins de 23 ans, et remporte plusieurs tournois du Circuit professionnel à ce jour.

## Carrière

### Les débuts
Kristýna Kolocová commence sa carrière professionnelle à l'âge de 18 ans, en 2006. Elle s'associe dès ses débuts avec sa compatriote Markéta Sluková. Le duo remporte les Championnats d'Europe catégorie moins de 23 ans de Kos (Grèce) en 2010. 
Elles deviennent également Championnes de République tchèque en 2011, puis représentent leur pays aux Jeux olympiques de Londres en 2012, où elles terminent à la 5e place.
Elles atteignent leur toute première demi-finale sur le Circuit mondial FIVB de beach-volley lors du Grand Chelem de Berlin en 2013, battant les Allemandes Laura Ludwig et Kira Walkenhorst en deux sets secs (21-18, 21-19), mais terminent finalement quatrièmes du Tournoi.
Malgré ces quelques coups d'éclat, leur carrière stagne jusqu'à la fin d'année 2013, le duo collectionnant les cinquièmes et les neuvièmes places sur le Circuit professionnel du FIVB Beach Volley World Tour sans parvenir à franchir le palier vers les podiums en tournois Open ou Grand Chelem.

### Le déclic de l'année 2014
Le franchissement de palier tant attendu se présente en mai 2014, lors d'un tournoi à domicile : Kolocová et Sluková remportent leur première médaille d'or en s'adjugeant l'Open de Prague 2014 contre la paire allemande Holtwick-Semmler. 
Elles renouvellent ce premier exploit à un niveau supérieur un mois plus tard, puisqu'elles remportent le Grand Chelem de Berlin, battant en finale la paire brésilienne Juliana-Antonelli le 22 juin 2014.

## Palmarès

### Jeux olympiques d'été
- 5e à Londres en 2012 avec Markéta Sluková

### Championnats du Monde de beach-volley
- Aucune performance significative à ce jour...

### Championnats d'Europe de beach-volley
- Médaille d'argent à Jurmala en 2017 avec Michala Kvapilová

## Vie privée
Kristýna Kolocová a étudié la gestion du sport à la Faculté d'éducation physique et du sport de l'Université de Karlovy.